# Вырыпаевка (Вешкаймский район)
Вырыпаевка — село в Вешкаймском районе Ульяновской области России. Входит в состав Вешкаймского городского поселения.

## География
Село находится в северо-западной части Ульяновской области, в лесостепной зоне, в пределах Приволжской возвышенности, на берегах реки Вешкаймы, на расстоянии примерно 7 километров (по прямой) к северо-западу от Вешкаймы, административного центра района. Абсолютная высота — 142 метра над уровнем моря.
Климат
Климат характеризуется как умеренно континентальный, с тёплым летом и умеренно холодной зимой. Средняя температура воздуха самого тёплого месяца (июля) — 20,4 °C (абсолютный максимум — 38 °C); самого холодного (января) — −14 °C (абсолютный минимум — −48 °C). Среднегодовое количество атмосферных осадков составляет 395—521 мм. Снежный покров образуется в конце ноября и держится в течение 128 дней.
Часовой пояс
Село Вырыпаевка, как и вся Ульяновская область, находится в часовой зоне МСК+1. Смещение применяемого времени относительно UTC составляет +4:00.

## История
Основан в 1686 году. Об этом селе записано: «Сельцо Ворыпаево, по речке Вешкайме. А в нём двор помещиков самаренина Матвея Родионова сына Ворыпаева… Двор помещика синбирянина Марка Максимова сына Ворыпаева».
В 1691 г. М. Р. Ворыпаев отделил часть имения зятю Я. Русинову в приданое за дочь Матрёну, в 1700 г. подарил 5 десятин местной церкви, а в 1716 г. — 25 десятин продал карсунскому подъячему В. И. Глазову, у которого их купил князь В. П. Хованский из с. Вешкайма.
В 1701 г. М. Р. Ворыпаев на свои средства построил однопрестольную церковь. Вторая церковь с престолом Святителя и Чудотворца Николая была построена в 1706 г. Фёдором Вырыпаевым.
В 1760 г. село «Никольское, Воропаево тож» князья Хованские продали помещикам Родионовым. В XVIII в. был здесь и другой помещик, секунд-майор И.И. Ахматов, женатый на В.П. Пазухиной – двоюродной сестре историка Н.М. Карамзина по материнской линии.
Каменный храм во имя Святителя и Чудотворца Николая был построен в 1772 году подполковником Зимнинским на месте сгоревшего деревянного, построенного Феодором Вырыпаевым в 1706 году. 
В 1859 г. в 41 дворе проживало 358 жителей. Помещикам Родионовым и Бестужевым принадлежало 39 дворов (159 крепостных и 15 дворовых).  
Село стояло на Пензенском почтовом, этапном и торговом тракте, идущем от с. Большая Кандарать через Карсун и с. Вешкайма, а далее — на Кузнецк и Пензу, поэтому многие жители занимались извозом.
Школа в селе открылась в 1864 г. Весной 1879 г. И. Н. Ульянов предложил Вешкаймскому волостному правлению «озаботиться исправлением училищного помещения», а в 1882 г. здесь построили новое помещение.
В XIX в. в селе имелся крупный лесозавод, принадлежащий местным крестьянам.
В селе церковная школа грамоты была открыта в 1896 году, помещается в общественном здании. 
По подворной переписи 1910–1911 гг. в селе значилось 100 дворов и 589 жителей. 
В 1920 г. здесь организовали одну из первых в губернии сельхозартель «Звезда».  
В 1926 г. в селе жило 1250 человек. 
В 1930 г. был создан колхоз имени Сталина, в 1950 г. к нему присоединились колхозы «Красный луч» и «Многополье», в 1959 г. они объединились в колхоз имени Ленина.
В годы Великой Отечественной войны в село не вернулись 47 человек.
До 2004 г. Вырыпаевка была отделением СПК «Вешкаймский».

## Население
| 2010 |
| ---- |
| 34   |

Национальный состав
На 1900 год прихожан в с. Вырыпаевке (русские) в 58 дворах жило: 233 м. и 270 ж.
Согласно результатам переписи 2002 года, в национальной структуре населения русские составляли 99 % из 78 чел.

## Известные уроженцы
В селе родился Герой Социалистического Труда Алексей Петрович Тихонов, почётный железнодорожник. В 16 лет он уехал из родных мест, окончил Ленинградский железнодорожный техникум, строил новые железные дороги, руководил участками, отделами и управлениями Оренбургской и Актюбинской железных дорог. Его трудовой стаж составил более 55 лет. Звание Героя присвоено 1 августа 1959 г.